# Pseudocolwellia
Genre
Pseudocolwellia est un genre de bactéries marines de la famille des Colwelliaceae.

## Description
Les Pseudocolwellia sont des bacilles à Gram négatif de la famille des Colwelliaceae d'abord caractérisées comme faisant partie du genre Colwellia.

## Liste des espèces
Selon LPSN (5 juin 2025), le genre Pseudocolwellia contient l'espèce suivante :
- Pseudocolwellia agarivorans (Xu et al. 2017) Liu et al. 2021

## Taxonomie
Le nom correct complet (avec auteur) de ce taxon est Pseudocolwellia Liu et al. 2021.
L'espèce type est Pseudocolwellia agarivorans (Xu et al. 2017) Liu et al. 2021.

## Étymologie
L'étymologie du nom de genre Pseudocolwellia est la suivante : Pseu.do.col.wel’li.a. Gr. neut. adj. pseudes, faux; N.L. fem. n. Colwellia, un nom de genre bactérien féminin; N.L. fem. n. Pseudocolwellia, fausse Colwellia.